# Grupo Cidade Verde de Comunicação
Grupo Cidade Verde de Comunicação é um  conglomerado de mídia brasileiro criado a partir da TV Cidade Verde (primeiro veículo de comunicação do grupo). Presidido por Fernanda Beccari, o grupo atua nos segmentos de rádio, televisão e internet

## História
O grupo foi fundado em 1991, por Luiz Carlos Beccari a partir da criação da TV Cidade Verde, sendo o primeiro veículo do grupo.
No início dos anos 2000, o grupo funda surcusais da TV Cidade Verde pelo interior do Mato Grosso chegando a cidades do interior do Mato Grosso, como Rondonópolis, Sorriso e Tangará da Serra.
Em 2009, a TV Cidade Verde deixa de transmitir o SBT e passa retransmitir a Rede Bandeirantes.

Em julho de 2018, foi fundada a TV Gazeta MT tendo como afiliação a TV Gazeta de São Paulo.
Em agosto de 2019, o Grupo Cidade Verde anunciou que a Rede Cidade Verde deixaria de transmitir a Band e que se tornaria uma emissora independente.

## Veículos

### Televisão
- Rede Cidade Verde
  - TV Cidade Verde Cuiabá
  - TV Cidade Verde Rondonópolis
  - TV Cidade Verde Tangará da Serra

#### Paraná
- Play FM Maringá[nota 1]